# أنباق حاجي خان (قشلاق أهر)
أنباق حاجي خان (بالفارسية: انباق حاجی‌خان) هي منطقة سكنية تقع في إيران في قسم قشلاق الریفي.